# Authon-du-Perche
Authon-du-Perche é uma comuna francesa na região administrativa do Centro, no departamento Eure-et-Loir. Estende-se por uma área de 34.82 km². Em 2010 a comuna tinha 1 522 habitantes (densidade: 43,7 hab./km²).
Em 1 de janeiro de 2019, incorporou a antiga comuna de Soizé ao seu território.